# Epidendroideae
Epidendroideae je velika potporodica kaćunovki. Postoji 16 tribusa.

## Tribusi (plemena)
Subfamilia Epidendroideae Lindl.
1. Tribus Neottieae Lindl.
  1. Neottia Guett. (85 spp.)
  2. Aphyllorchis Blume (20 spp.)
  3. Epipactis Zinn (34 spp.)
  4. Cephalanthera Rich. (21 spp.)
  5. xCephalopactis Asch. & Graebn. (0 sp.)
  6. Limodorum Boehm. (2 spp.)
  7. Palmorchis Barb. Rodr. (39 spp.)
2. Tribus Sobralieae Pfitzer
  1. Sertifera Lindl. & Rchb.f. (9 spp.)
  2. Elleanthus C. Presl (135 spp.)
  3. Sobralia Ruiz & Pav. (193 spp.)
3. Tribus Triphoreae Dressler
  1. Subtribus Diceratostelinae (Dressler) Szlach.
    1. Diceratostele Summerh. (1 sp.)

  2. Subtribus Triphorinae (Dressler) Szlach.
    1. Triphora Nutt. (24 spp.)
    2. Monophyllorchis Schltr. (4 spp.)
    3. Pogoniopsis Rchb.f. (2 spp.)
    4. Psilochilus Barb. Rodr. (19 spp.)
4. Tribus Xerorchideae P. J. Cribb
  1. Xerorchis Schltr. (2 spp.)
5. Tribus Wullschlaegelieae Dressler
  1. Wullschlaegelia Rchb.f. (2 spp.)
6. Tribus Gastrodieae Lindl.
  1. Gastrodia R. Br. (103 spp.)
  2. Uleiorchis Hoehne (4 spp.)
  3. Auxopus Schltr. (4 spp.)
  4. Didymoplexiella Garay (9 spp.)
  5. Didymoplexis Griff. (22 spp.)
7. Tribus Nervilieae Dressler
  1. Subtribus Nerviliinae Schltr.
    1. Nervilia Comm. ex Gaudich. (76 spp.)

  2. Subtribus Epipogoniinae Schltr.
    1. Epipogium Borkh. (5 spp.)
    2. Stereosandra Blume (1 sp.)
8. Tribus Tropidieae (Pfitzer) Dressler
  1. Tropidia Lindl. (32 spp.)
  2. Corymborkis Thouars (8 spp.)
9. Tribus Thaieae X. G. Jin & X. G. Xiang
  1. Thaia Seidenf. (1 sp.)
10. Tribus Arethuseae Lindl.
  1. Subtribus Arethusinae Benth.
    1. Calopogon R. Br. (5 spp.)
    2. Arethusa L. (1 sp.)
    3. Anthogonium Wall. ex Lindl. (1 sp.)
    4. Arundina Blume (1 sp.)
    5. Eleorchis F. Maek. (1 sp.)

  2. Subtribus Coelogyninae Benth.
    1. Pleione D. Don (25 spp.)
    2. Thunia Rchb.f. (4 spp.)
    3. Dilochia Lindl. (10 spp.)
    4. Thuniopsis L. Li, D. P. Ye & Shi J. Li (1 sp.)
    5. Bletilla Rchb.f. (5 spp.)
    6. Mengzia W. C. Huang, Z. J. Liu & C. Hu (1 sp.)
    7. Aglossorrhyncha Schltr. (13 spp.)
    8. Glomera Blume (154 spp.)
    9. Coelogyne Lindl. (602 spp.)
11. Tribus Malaxideae Lindl.
  1. Subtribus Dendrobiinae G. Don
    1. Epigeneium Gagnep. (43 spp.)
    2. Dendrobium Sw. (1586 spp.)
    3. Bulbophyllum Thouars (2189 spp.)

  2. Subtribus Malaxidinae Benth. & Hook.f.
    1. Liparis Rich. (322 spp.)
    2. Stichorkis Thouars (109 spp.)
    3. Blepharoglossum (Schltr.) L. Li (38 spp.)
    4. Ypsilorchis Z. J. Liu, S. C. Chen & L. J. Chen (1 sp.)
    5. Dienia Lindl. (5 spp.)
    6. Crepidium Blume (308 spp.)
    7. Oberonioides Szlach. (8 spp.)
    8. Malaxis Sol. ex Sw. (164 spp.)
    9. Crossoliparis Marg. (1 sp.)
    10. Tamayorkis Szlach. (4 spp.)
    11. Hammarbya Kuntze (1 sp.)
    12. Crossoglossa Dressler & Dodson (51 spp.)
    13. Alatiliparis Marg. & Szlach. (14 spp.)
    14. Orestias Ridl. (4 spp.)
    15. Oberonia Lindl. (259 spp.)
12. Tribus Podochileae Pfitzer
  1. neimenovani subtribus
    1. Podochilus Blume (65 spp.)
    2. Appendicula Blume (155 spp.)
    3. Cymboglossum (J. J. Sm.) Brieger (10 spp.)
    4. Eria Lindl. (34 spp.)
    5. Bryobium Lindl. (27 spp.)
    6. Aeridostachya (Hook.f.) Brieger (21 spp.)
    7. Cylindrolobus Blume (83 spp.)
    8. Callostylis Blume (4 spp.)
    9. Bambuseria Schuit., Y. P. Ng & H. A. Pedersen (2 spp.)
    10. Pseuderia Schltr. (21 spp.)
    11. Dendrolirium Blume (13 spp.)
    12. Pinalia Buch.-Ham. ex D. Don (185 spp.)
    13. Campanulorchis Brieger (4 spp.)
    14. Strongyleria (Pfitzer) Schuit., Y. P. Ng & H. A. Pedersen (4 spp.)
    15. Mycaranthes Blume (37 spp.)
    16. Dilochiopsis (Hook.f.) Brieger (1 sp.)
    17. Trichotosia Blume (80 spp.)
    18. Oxystophyllum Blume (36 spp.)
    19. Porpax Lindl. (56 spp.)
    20. Epiblastus Schltr. (23 spp.)
    21. Ceratostylis Blume (153 spp.)
    22. Mediocalcar J. J. Sm. (17 spp.)
    23. Cryptochilus Wall. (8 spp.)
    24. Poaephyllum Ridl. (7 spp.)

  2. Subtribus Thelasinae Ridl.
    1. Ridleyella Schltr. (1 sp.)
    2. Octarrhena Thwaites (50 spp.)
    3. Thelasis Blume (29 spp.)
    4. Phreatia Lindl. (221 spp.)
13. Tribus Collabieae Pfitzer
  1. Acanthophippium Blume (13 spp.)
  2. Ancistrochilus Rolfe (2 spp.)
  3. Styloglossum Breda, Kuhl & Hasselt (45 spp.)
  4. Phaius Lour. (41 spp.)
  5. Calanthe R. Br. (162 spp.)
  6. Cephalantheropsis Guillaumin (5 spp.)
  7. Preptanthe Rchb.f. (9 spp.)
  8. Gastrorchis Thouars (11 spp.)
  9. Chrysoglossum Blume (4 spp.)
  10. Eriodes Rolfe (1 sp.)
  11. Spathoglottis Blume (40 spp.)
  12. Ipsea Lindl. (3 spp.)
  13. Pachystoma Blume (3 spp.)
  14. Plocoglottis Blume (35 spp.)
  15. Pilophyllum Schltr. (1 sp.)
  16. Diglyphosa Blume (3 spp.)
  17. Risleya King & Pantl. (1 sp.)
  18. Collabium Blume (15 spp.)
  19. Nephelaphyllum Blume (14 spp.)
  20. Hancockia Rolfe (1 sp.)
  21. Tainia Blume (29 spp.)
  22. Ania Lindl. (6 spp.)
14. Tribus Vandeae Lindl.
  1. Subtribus Adrorhizinae Schltr.
    1. Adrorhizon Hook.f. (1 sp.)
    2. Sirhookera Kuntze (2 spp.)
    3. Bromheadia Lindl. (29 spp.)

  2. Subtribus Polystachyinae Ridl.
    1. Polystachya Hook. (244 spp.)
    2. Hederorkis Thouars (2 spp.)

  3. Subtribus Angraecinae Summerh.
    1. Angraecum Bory (230 spp.)
    2. Jumellea Schltr. (57 spp.)
    3. Lemurorchis Kraenzl. (1 sp.)
    4. Sobennikoffia Schltr. (4 spp.)
    5. Oeoniella Schltr. (2 spp.)
    6. Ambrella H. Perrier (1 sp.)
    7. Lemurella Schltr. (4 spp.)
    8. Cryptopus Lindl. (4 spp.)
    9. Neobathiea Schltr. (7 spp.)
    10. Oeonia Lindl. (5 spp.)
    11. Aeranthes Lindl. (45 spp.)
    12. Calyptrochilum Kraenzl. (3 spp.)
    13. Listrostachys Rchb.f. (1 sp.)
    14. Campylocentrum Benth. (80 spp.)
    15. Dendrophylax Rchb.f. (15 spp.)
    16. Erasanthe P. J. Cribb, Hermans & D. L. Roberts (1 sp.)
    17. Aerangis Rchb.f. (57 spp.)
    18. Summerhayesia P. J. Cribb (2 spp.)
    19. Amesiella Schltr. ex Garay (3 spp.)
    20. Microcoelia Lindl. (37 spp.)
    21. Dinklageella Mansf. (4 spp.)
    22. Solenangis Schltr. (6 spp.)
    23. Beclardia A. Rich. (2 spp.)
    24. Eurychone Schltr. (2 spp.)
    25. Eggelingia Summerh. (3 spp.)
    26. Tridactyle Schltr. (50 spp.)
    27. Cardiochilos P. J. Cribb (1 sp.)
    28. Nephrangis (Schltr.) Summerh. (2 spp.)
    29. Ypsilopus Summerh. (14 spp.)
    30. Ancistrorhynchus Finet (18 spp.)
    31. Bolusiella Schltr. (5 spp.)
    32. Plectrelminthus Raf. (1 sp.)
    33. Cyrtorchis Schltr. (20 spp.)
    34. Planetangis Stévart & Farminhão (1 sp.)
    35. Podangis Schltr. (3 spp.)
    36. Kylicanthe Descourv., Stévart & Droissart (7 spp.)
    37. Diaphananthe Schltr. (31 spp.)
    38. Rhipidoglossum Schltr. (50 spp.)
    39. Sarcorhynchus Schltr. (3 spp.)
    40. Mystacidium Lindl. (10 spp.)
    41. Sphyrarhynchus Mansf. (3 spp.)
    42. Angraecopsis Kraenzl. (20 spp.)
    43. Triceratorhynchus Summerh. (3 spp.)

  4. Subtribus Aeridinae Pfitzer
    1. Pennilabium J. J. Sm. (18 spp.)
    2. Ceratocentron Senghas (1 sp.)
    3. Hymenorchis Schltr. (14 spp.)
    4. Omoea Blume (2 spp.)
    5. Santotomasia Ormerod (1 sp.)
    6. Trachoma Garay (16 spp.)
    7. Tuberolabium Yamam. (11 spp.)
    8. Porrorhachis Garay (2 spp.)
    9. Saccolabium Blume (4 spp.)
    10. Chamaeanthus Schltr. (4 spp.)
    11. Chroniochilus J. J. Sm. (5 spp.)
    12. Grosourdya Rchb.f. (26 spp.)
    13. Kipandiorchis P. O´Byrne & Gokusing (2 spp.)
    14. Luisia Gaudich. (46 spp.)
    15. Smithsonia C. J. Saldanha (3 spp.)
    16. Haraella Kudô (1 sp.)
    17. Gastrochilus D. Don (78 spp.)
    18. Biermannia King & Pantl. (9 spp.)
    19. Taprobanea Christenson (1 sp.)
    20. Dyakia Christenson (2 spp.)
    21. Dryadorchis Schltr. (5 spp.)
    22. Phragmorchis L. O. Williams (1 sp.)
    23. Robiquetia Gaudich. (93 spp.)
    24. Uncifera Lindl. (7 spp.)
    25. Aerides Lour. (33 spp.)
    26. Papilionanthe Schltr. (11 spp.)
    27. Vanda Jones (88 spp.)
    28. Seidenfadenia Garay (1 sp.)
    29. Paraholcoglossum Z. J. Liu, S. C. Chen & L. J. Chen (2 spp.)
    30. Holcoglossum Schltr. (20 spp.)
    31. xHolcosia J. M. H. Shaw (0 sp.)
    32. Rhynchostylis Blume (4 spp.)
    33. Phalaenopsis Blume (82 spp.)
    34. Paraphalaenopsis A. D. Hawkes (4 spp.)
    35. Pteroceras Hasselt ex Hassk. (21 spp.)
    36. Brachypeza Schltr. ex Garay (13 spp.)
    37. Macropodanthus L. O. Williams (11 spp.)
    38. Dimorphorchis Rolfe (9 spp.)
    39. Cottonia Wight (1 sp.)
    40. Diploprora Hook.f. (2 spp.)
    41. Drymoanthus Nicholls (8 spp.)
    42. Vandopsis Pfitzer (2 spp.)
    43. Cymbilabia D. K. Liu & Ming H. Li (3 spp.)
    44. Sarcanthopsis Garay (6 spp.)
    45. Acampe Lindl. (8 spp.)
    46. Saccolabiopsis J. J. Sm. (14 spp.)
    47. Schoenorchis Reinw. (31 spp.)
    48. Seidenfadeniella C. S. Kumar (2 spp.)
    49. Pelatantheria Ridl. (8 spp.)
    50. Jejewoodia Szlach. (6 spp.)
    51. Trichoglottis Blume (85 spp.)
    52. Pomatocalpa Breda, Kuhl & Hasselt (23 spp.)
    53. Plectorrhiza Dockrill (5 spp.)
    54. Renanthera Lour. (22 spp.)
    55. Sarcoglyphis Garay (15 spp.)
    56. Cleisomeria Lindl. ex G. Don (2 spp.)
    57. Diplocentrum Lindl. (2 spp.)
    58. Smitinandia Holttum (3 spp.)
    59. Deceptor Seidenf. (1 sp.)
    60. Cleisostomopsis Seidenf. (2 spp.)
    61. Cleisostoma Blume (99 spp.)
    62. Stereochilus Lindl. (9 spp.)
    63. Micropera Lindl. (22 spp.)
    64. Bidoupia Aver., Ormerod & Duy (3 spp.)
    65. Arachnis Blume (18 spp.)
    66. Bogoria J. J. Sm. (12 spp.)
    67. Thrixspermum Lour. (206 spp.)
    68. Cleisocentron Brühl (8 spp.)
    69. Rhynchogyna Seidenf. & Garay (2 spp.)
    70. Chiloschista Lindl. (33 spp.)
    71. Sarcochilus R. Br. (25 spp.)
    72. Ophioglossella Schuit. & Ormerod (1 sp.)
    73. Mobilabium Rupp (1 sp.)
    74. Peristeranthus T. E. Hunt (1 sp.)
    75. Rhinerrhiza Rupp (1 sp.)
    76. Eclecticus P. O´Byrne (1 sp.)
    77. Adenoncos Blume (17 spp.)
    78. Microsaccus Blume (13 spp.)
    79. Calymmanthera Schltr. (6 spp.)
    80. Sarcophyton Garay (3 spp.)
    81. Taeniophyllum Blume (250 spp.)
15. Tribus Cymbidieae Pfitzer
  1. Subtribus Cymbidiinae Benth.
    1. Cymbidium Sw. (87 spp.)
    2. Acriopsis Reinw. ex Blume (8 spp.)
    3. Thecopus Seidenf. (2 spp.)
    4. Thecostele Rchb.f. (1 sp.)
    5. Devogelia Schuit. (1 sp.)
    6. Grammatophyllum Blume (13 spp.)
    7. Porphyroglottis Ridl. (1 sp.)

  2. Subtribus Eulophiinae Benth.
    1. Dipodium R. Br. (42 spp.)
    2. Ansellia Lindl. (1 sp.)
    3. Claderia Hook.f. (2 spp.)
    4. Imerinaea Schltr. (1 sp.)
    5. Graphorkis Thouars (4 spp.)
    6. Grammangis Rchb.f. (2 spp.)
    7. Eulophia R. Br. (271 spp.)

  3. Subtribus Catasetinae Schltr.
    1. Cyanaeorchis Barb. Rodr. (3 spp.)
    2. Grobya Lindl. (5 spp.)
    3. Galeandra Lindl. (33 spp.)
    4. Clowesia Lindl. (8 spp.)
    5. Catasetum Rich. ex Kunth (189 spp.)
    6. Dressleria Dodson (13 spp.)
    7. Cycnoches Lindl. (30 spp.)
    8. Mormodes Lindl. (87 spp.)

  4. Subtribus Cyrtopodiinae Benth.
    1. Cyrtopodium R. Br. (51 spp.)

  5. Subtribus Oncidiinae Benth.
    1. Psychopsis Raf. (4 spp.)
    2. Psychopsiella Lückel & Braem (1 sp.)
    3. Trichopilia Lindl. (45 spp.)
    4. Cuitlauzina Lex. (9 spp.)
    5. Rossioglossum (Schltr.) Garay & G. C. Kenn. (13 spp.)
    6. Trichocentrum Poepp. & Endl. (100 spp.)
    7. Lockhartia Hook. (33 spp.)
    8. Ornithocephalus Hook. (54 spp.)
    9. Caluera Dodson & Determann (5 spp.)
    10. Dunstervillea Garay (11 spp.)
    11. Zygostates Lindl. (31 spp.)
    12. Phymatidium Lindl. (9 spp.)
    13. Rauhiella Pabst & P. I. S. Braga (3 spp.)
    14. Chytroglossa Rchb.f. (3 spp.)
    15. Thysanoglossa Porto & Brade (3 spp.)
    16. Platyrhiza Barb. Rodr. (1 sp.)
    17. Hintonella Ames (1 sp.)
    18. Trichoceros Kunth (10 spp.)
    19. Telipogon Mutis ex Kunth (256 spp.)
    20. Hofmeisterella Rchb.f. (3 spp.)
    21. Fernandezia Lindl. (101 spp.)
    22. Vitekorchis Romowicz & Szlach. (4 spp.)
    23. Oncidium Sw. (343 spp.)
    24. Ecuadorella Dodson & G. A. Romero (3 spp.)
    25. Nohawilliamsia M. W. Chase & Whitten (1 sp.)
    26. Otoglossum (Schltr.) Garay & Dunst. (25 spp.)
    27. Cyrtochiloides N. H. Williams & M. W. Chase (3 spp.)
    28. Miltoniopsis God.-Leb. (6 spp.)
    29. Caucaea Schltr. (25 spp.)
    30. Cyrtochilum Kunth (213 spp.)
    31. Miltonia Lindl. (12 spp.)
    32. Cischweinfia Dressler & N. H. Williams (12 spp.)
    33. Oliveriana Rchb.f. (15 spp.)
    34. Systeloglossum Schltr. (5 spp.)
    35. Aspasia Lindl. (7 spp.)
    36. Brassia R. Br. (69 spp.)
    37. Tolumnia Raf. (27 spp.)
    38. Erycina Lindl. (7 spp.)
    39. Rhynchostele Rchb.f. (17 spp.)
    40. Notyliopsis P. Ortiz (1 sp.)
    41. Zelenkoa M. W. Chase & N. H. Williams (1 sp.)
    42. Gomesa R. Br. (135 spp.)
    43. Solenidium Lindl. (3 spp.)
    44. Capanemia Barb. Rodr. (14 spp.)
    45. Plectrophora H. Focke (9 spp.)
    46. Leochilus Knowles & Westc. (13 spp.)
    47. Pterostemma Kraenzl. (5 spp.)
    48. Schunkea Senghas (1 sp.)
    49. Suarezia Dodson (1 sp.)
    50. Sanderella Kuntze (2 spp.)
    51. Rodriguezia Ruiz & Pav. (46 spp.)
    52. Seegeriella Senghas (3 spp.)
    53. Warmingia Rchb.f. (4 spp.)
    54. Macradenia R. Br. (11 spp.)
    55. Trizeuxis Lindl. (1 sp.)
    56. Macroclinium Barb. Rodr. (49 spp.)
    57. Santanderella P. Ortiz (1 sp.)
    58. Cypholoron Dodson & Dressler (2 spp.)
    59. Notylia Lindl. (53 spp.)
    60. Polyotidium Garay (1 sp.)
    61. Sutrina Lindl. (2 spp.)
    62. Ionopsis Kunth (7 spp.)
    63. Comparettia Poepp. & Endl. (88 spp.)
    64. Quekettia Lindl. (7 spp.)
    65. Archivea Christenson & Jenny (1 sp.)

  6. Subtribus Eriopsidinae Szlach.
    1. Eriopsis Lindl. (5 spp.)

  7. Subtribus Maxillariinae Benth.
    1. Maxillaria Ruiz & Pav. (662 spp.)
    2. Neomoorea Rolfe (1 sp.)
    3. Lycaste Lindl. (46 spp.)
    4. Anguloa Ruiz & Pav. (9 spp.)
    5. Ida A. Ryan & Oakeley (45 spp.)
    6. Xylobium Lindl. (34 spp.)
    7. Bifrenaria Lindl. (54 spp.)

  8. Subtribus Zygopetalinae Schltr.
    1. Zygopetalum Hook. (14 spp.)
    2. Cryptarrhena R. Br. (3 spp.)
    3. Dichaea Lindl. (126 spp.)
    4. Benzingia Dodson (11 spp.)
    5. Chaubardiella Garay (8 spp.)
    6. Stenia Lindl. (23 spp.)
    7. Huntleya Bateman ex Lindl. (15 spp.)
    8. Kefersteinia Rchb.f. (64 spp.)
    9. xAckersteinia Neudecker (0 sp.)
    10. Stenotyla Dressler (9 spp.)
    11. Cochleanthes Raf. (3 spp.)
    12. Warczewiczella Rchb.f. (11 spp.)
    13. Pescatoria Rchb.f. (21 spp.)
    14. Euryblema Dressler (2 spp.)
    15. Chondroscaphe (Dressler) Senghas & G. Gerlach (15 spp.)
    16. Daiotyla Dressler (5 spp.)
    17. Echinorhyncha Dressler (5 spp.)
    18. Aetheorhyncha Dressler (1 sp.)
    19. Ixyophora Dressler (8 spp.)
    20. Chondrorhyncha Lindl. (5 spp.)
    21. Pridgeonia Pupulin (1 sp.)
    22. Cheiradenia Lindl. (1 sp.)
    23. Warreella Schltr. (2 spp.)
    24. Warreopsis Garay (4 spp.)
    25. Vargasiella C. Schweinf. (3 spp.)
    26. Warrea Lindl. (3 spp.)
    27. Otostylis Schltr. (2 spp.)
    28. Paradisanthus Rchb.f. (4 spp.)
    29. Hoehneella Ruschi (2 spp.)
    30. Koellensteinia Rchb.f. (14 spp.)
    31. Galeottia A. Rich. (12 spp.)
    32. Batemannia Lindl. (5 spp.)
    33. Zygosepalum Rchb.f. (8 spp.)
    34. Chaubardia Rchb.f. (3 spp.)
    35. Neogardneria Schltr. (1 sp.)
    36. Aganisia Lindl. (4 spp.)
    37. Promenaea Lindl. (14 spp.)
    38. Pabstia Garay (5 spp.)

  9. Subtribus Stanhopeinae Benth.
    1. Braemia Jenny (1 sp.)
    2. Paphinia Lindl. (16 spp.)
    3. Horichia Jenny (1 sp.)
    4. Houlletia Brongn. (10 spp.)
    5. Schlimia Planch. & Linden (6 spp.)
    6. Trevoria F. Lehm. (6 spp.)
    7. Cirrhaea Lindl. (7 spp.)
    8. Gongora Ruiz & Pav. (81 spp.)
    9. Acineta Lindl. (13 spp.)
    10. Lueddemannia Rchb.f. (3 spp.)
    11. Lacaena Lindl. (2 spp.)
    12. Vasqueziella Dodson (1 sp.)
    13. Polycycnis Rchb.f. (18 spp.)
    14. Lueckelia Jenny (1 sp.)
    15. Kegeliella Mansf. (4 spp.)
    16. Soterosanthus Lehm. ex Jenny (1 sp.)
    17. Stanhopea J. Frost ex Hook. (77 spp.)
    18. Embreea Dodson (2 spp.)
    19. Sievekingia Rchb.f. (11 spp.)
    20. Coryanthes Hook. (69 spp.)

  10. Subtribus Coeliopsidinae Szlach.
    1. Coeliopsis Rchb.f. (1 sp.)
    2. Lycomormium Rchb.f. (5 spp.)
    3. Peristeria Hook. (10 spp.)
16. Tribus Epidendreae Lindl.
  1. Subtribus Agrostophyllinae Szlach.
    1. Agrostophyllum Blume (135 spp.)
    2. Earina Lindl. (8 spp.)

  2. Subtribus Ponerinae Pfitzer
    1. Ponera Lindl. (2 spp.)
    2. Nemaconia Knowles & Westc. (6 spp.)
    3. Helleriella A. D. Hawkes (2 spp.)
    4. Isochilus R. Br. (14 spp.)

  3. Subtribus Calypsoinae Camus
    1. Ephippianthus Rchb.f. (2 spp.)
    2. Dactylostalix Rchb.f. (2 spp.)
    3. Calypso Salisb. (1 sp.)
    4. Tipularia Nutt. (6 spp.)
    5. Changnienia S. S. Chien (2 spp.)
    6. Govenia Lindl. (30 spp.)
    7. Aplectrum Nutt. (1 sp.)
    8. Cremastra Lindl. (7 spp.)
    9. Danxiaorchis J. W. Zhai et al. (3 spp.)
    10. Oreorchis Lindl. (19 spp.)
    11. Corallorhiza Châtel. (15 spp.)
    12. Yoania Maxim. (5 spp.)
    13. Coelia Lindl. (5 spp.)

  4. Subtribus Chysidinae Schltr.
    1. Chysis Lindl. (13 spp.)

  5. Subtribus Bletiinae Benth.
    1. Bletia Ruiz & Pav. (53 spp.)

  6. Subtribus Laeliinae Benth.
    1. Meiracyllium Rchb.f. (2 spp.)
    2. Orleanesia Barb. Rodr. (6 spp.)
    3. Jacquiniella Schltr. (12 spp.)
    4. Scaphyglottis Poepp. & Endl. (78 spp.)
    5. Nidema Britton & Millsp. (2 spp.)
    6. Domingoa Schltr. (4 spp.)
    7. Arpophyllum Lex. (5 spp.)
    8. Alamania Lex. (1 sp.)
    9. Isabelia Barb. Rodr. (3 spp.)
    10. Loefgrenianthus Hoehne (1 sp.)
    11. Homalopetalum Rolfe (8 spp.)
    12. Pygmaeorchis Brade (2 spp.)
    13. Epidendrum L. (1914 spp.)
    14. Dimerandra Schltr. (7 spp.)
    15. Barkeria Knowles & Westc. (19 spp.)
    16. Acrorchis Dressler (1 sp.)
    17. Tetramicra Lindl. (10 spp.)
    18. Artorima Dressler & G. E. Pollard (1 sp.)
    19. Hagsatera R. González (2 spp.)
    20. Pseudolaelia Porto & Brade (14 spp.)
    21. Leptotes Lindl. (9 spp.)
    22. Dinema Lindl. (2 spp.)
    23. Oestlundia W. E. Higgins (4 spp.)
    24. Amoana Leopardi & Carnevali (2 spp.)
    25. Encyclia Hook. (174 spp.)
    26. Prosthechea Knowles & Westc. (129 spp.)
    27. Psychilis Raf. (15 spp.)
    28. Caularthron Raf. (2 spp.)
    29. Cattleya Lindl. (141 spp.)
    30. Guarianthe Dressler & W. E. Higgins (4 spp.)
    31. Broughtonia R. Br. (6 spp.)
    32. Quisqueya Dod (4 spp.)
    33. Laelia Lindl. (26 spp.)
    34. Adamantinia Van den Berg & C. N. Gonç. (1 sp.)
    35. Myrmecophila Rolfe (10 spp.)
    36. Rhyncholaelia Schltr. (2 spp.)
    37. xBrassocattleya Rolfe (0 sp.)
    38. Brassavola R. Br. (19 spp.)
    39. Constantia Barb. Rodr. (6 spp.)

  7. Subtribus Pleurothallidinae Lindl. ex G. Don
    1. Neocogniauxia Schltr. (2 spp.)
    2. Dilomilis Raf. (5 spp.)
    3. Tomzanonia Nir (1 sp.)
    4. Brachionidium Lindl. (83 spp.)
    5. Atopoglossum Luer (3 spp.)
    6. Sansonia Chiron (2 spp.)
    7. Madisonia Luer (8 spp.)
    8. Octomeria R. Br. (144 spp.)
    9. Dresslerella Luer (14 spp.)
    10. Myoxanthus Poepp. & Endl. (53 spp.)
    11. Echinosepala Pridgeon & M. W. Chase (18 spp.)
    12. Pupulinia Karremans & Bogarín (1 sp.)
    13. Restrepiella Garay & Dunst. (3 spp.)
    14. Barbosella Schltr. (19 spp.)
    15. Restrepia Kunth (69 spp.)
    16. Pleurothallopsis Porto & Brade (20 spp.)
    17. Chamelophyton Garay (1 sp.)
    18. Acianthera Scheidw. (306 spp.)
    19. Lankesteriana Karremans (25 spp.)
    20. Zootrophion Luer (42 spp.)
    21. Trichosalpinx Luer (29 spp.)
    22. Karma Karremans (73 spp.)
    23. Pseudolepanthes (Luer) Archila (10 spp.)
    24. Pendusalpinx Karremans & Mel. Fernández (7 spp.)
    25. Opilionanthe Karremans & Bogarín (2 spp.)
    26. Gravendeelia Bogarín & Karremans (1 sp.)
    27. Stellamaris Mel. Fernández & Bogarín (1 sp.)
    28. Anathallis Barb. Rodr. (128 spp.)
    29. Lepanthopsis (Cogn.) Ames (50 spp.)
    30. Lepanthes Sw. (1203 spp.)
    31. Draconanthes (Luer) Luer (7 spp.)
    32. Frondaria Luer (2 spp.)
    33. Trisetella Luer (29 spp.)
    34. Dracula Luer (144 spp.)
    35. Porroglossum Schltr. (57 spp.)
    36. Masdevallia Ruiz & Pav. (641 spp.)
    37. Diodonopsis Pridgeon & M. W. Chase (6 spp.)
    38. Phloeophila Hoehne & Schltr. (6 spp.)
    39. Luerella Braas (1 sp.)
    40. Ophidion Luer (17 spp.)
    41. Andinia (Luer) Luer (83 spp.)
    42. Dryadella Luer (54 spp.)
    43. Specklinia Lindl. (109 spp.)
    44. Andreettaea Luer (59 spp.)
    45. Scaphosepalum Pfitzer (59 spp.)
    46. Platystele Schltr. (125 spp.)
    47. Teagueia (Luer) Luer (18 spp.)
    48. Stelis Sw. (1317 spp.)
    49. Pleurothallis R. Br. (578 spp.)
    50. Pabstiella Brieger & Senghas (136 spp.)